# Женев'єв Моррісон
Женев'єв Моррісон (англ. Geneviève Morrison; нар. 24 вересня 1988, Шовілль, провінція Квебек) — канадська борчиня вільного стилю, бронзова призерка чемпіонату світу, чемпіонка та бронзова призерка Панамериканських чемпіонатів, чемпіонка Панамериканських ігор.

## Життєпис
Боротьбою почала займатися з 2002 року. У 2005 році стала срібною призеркою Панамериканського чемпіонату серед кадетів.
Виступала за борцівський клуб Університету Калгарі, Калгарі. Тренер — Мітч Осберг.

## Спортивні результати на міжнародних змаганнях

### Виступи на Чемпіонатах світу
| Змагання                        | Збірна | Вагова категорія          | Місце  |
| ------------------------------- | ------ | ------------------------- | ------ |
| Чемпіонат світу з боротьби 2015 | Канада | жіноча боротьба, до 48 кг | Бронза |

### Виступи на Панамериканських чемпіонатах
| Змагання                                   | Збірна | Вагова категорія          | Місце  |
| ------------------------------------------ | ------ | ------------------------- | ------ |
| Панамериканський чемпіонат з боротьби 2007 | Канада | жіноча боротьба, до 51 кг | Бронза |
| Панамериканський чемпіонат з боротьби 2015 | Канада | жіноча боротьба, до 48 кг | Золото |

### Виступи на Панамериканських іграх
| Змагання                  | Збірна | Вагова категорія          | Місце  |
| ------------------------- | ------ | ------------------------- | ------ |
| Панамериканські ігри 2015 | Канада | жіноча боротьба, до 48 кг | Золото |

### Виступи на інших змаганнях
| Змагання                                                | Збірна | Вагова категорія                 | Місце  |
| ------------------------------------------------------- | ------ | -------------------------------- | ------ |
| Гран-прі Німеччини з боротьби 2006                      | Канада | жіноча боротьба, до 48 кг        | 12     |
| Austrian Ladies Open 2007                               | Канада | жіноча боротьба, до 51 кг        | 5      |
| Гран-прі Німеччини з боротьби 2008                      | Канада | жіноча боротьба, до 51 кг        | 9      |
| Austrian Ladies Open 2009                               | Канада | жіноча боротьба, до 51 кг        | Срібло |
| Чемпіонат світу з боротьби серед студентів 2010         | Канада | жіноча боротьба, до 51 кг        | Золото |
| Nordhagen Classics 2012                                 | Канада | жіноча боротьба, до 55 кг        | Золото |
| Міжнародний меморіал Дейва Шульца 2012                  | Канада | жіноча боротьба, до 51 кг        | Золото |
| Austrian Ladies Open 2012                               | Канада | жіноча боротьба, до 51 кг        | Срібло |
| Кубок Канади з боротьби 2012                            | Канада | жіноча боротьба, до 51 кг        | Срібло |
| Чемпіонат світу з боротьби серед студентів 2012         | Канада | жіноча боротьба, до 51 кг        | Золото |
| Міжнародний меморіал Дейва Шульца 2013                  | Канада | жіноча боротьба, до 51 кг        | Бронза |
| Об'єднаний турнір з 4 видів боротьби 2013               | Канада | multiple Style Event, до LF51 кг | Золото |
| Міжнародний турнір Ньюйоркського атлетичного клубу 2013 | Канада | жіноча боротьба, до 48 кг        | 4      |
| Nordhagen Classics 2013                                 | Канада | жіноча боротьба, до 48 кг        | Золото |
| Klippan Lady Open 2014                                  | Канада | жіноча боротьба, до 48 кг        | 9      |
| Nordhagen Classics 2015                                 | Канада | жіноча боротьба, до 48 кг        | Золото |
| Міжнародний меморіал Дейва Шульца 2015                  | Канада | жіноча боротьба, до 48 кг        | Бронза |
| Турнір «Олімпія» 2015                                   | Канада | жіноча боротьба, до 48 кг        | Срібло |
| Гран-прі Німеччини з боротьби 2015                      | Канада | жіноча боротьба, до 48 кг        | 10     |
| Відкритий чемпіонат Польщі з боротьби 2015              | Канада | жіноча боротьба, до 48 кг        | 8      |

### Виступи на змаганнях молодших вікових груп
| Змагання                                                 | Збірна | Вагова категорія          | Місце  |
| -------------------------------------------------------- | ------ | ------------------------- | ------ |
| Панамериканський чемпіонат з боротьби серед кадетів 2005 | Канада | жіноча боротьба, до 49 кг | Срібло |
| Чемпіонат світу з боротьби серед юніорів 2006            | Канада | жіноча боротьба, до 48 кг | 5      |
| Чемпіонат світу з боротьби серед юніорів 2007            | Канада | жіноча боротьба, до 51 кг | 9      |
| Чемпіонат світу з боротьби серед юніорів 2008            | Канада | жіноча боротьба, до 51 кг | 5      |